# Assilah

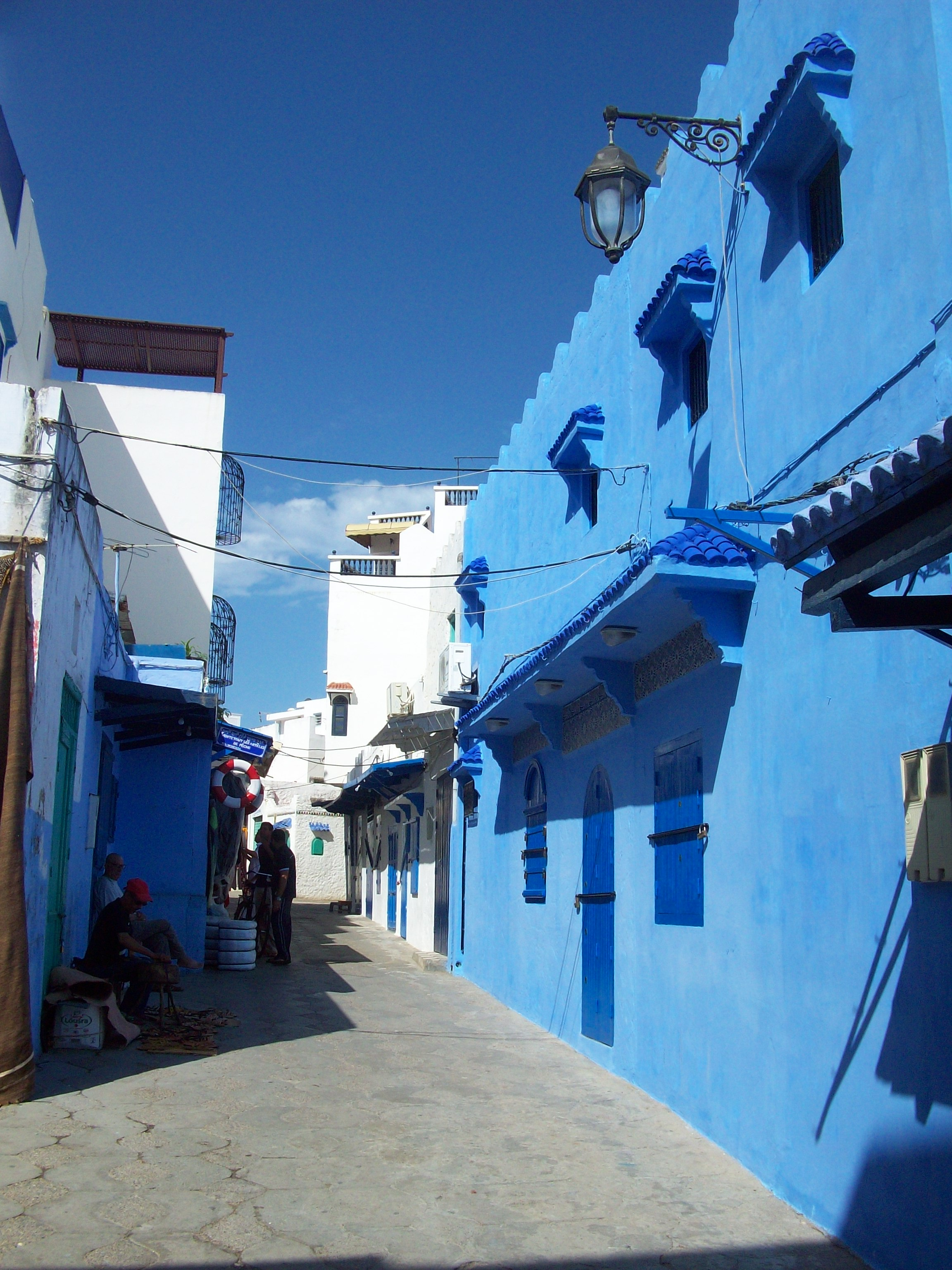
Gränd i Assilah.

Assilah (alternativ stavning Asilah) är en stad i Marocko och är belägen i prefekturen Tanger-Assilah som är en del av regionen Tanger-Tétouan-Al Hoceïma. Folkmängden uppgick till 31 147 invånare vid folkräkningen 2014.